# 中国人民解放军历史
中国人民解放军历史即中国人民解放军的军史，始于1927年8月1日的南昌起义。历史上，这支军队在创建之初曾称为“中国工农革命军”，1928年至1936年间称为“中国工农红军”；1937至1945年间其主力编入国民革命军序列，称为“八路军”及“新四军”；第二次国共内战期间，各部陆续改称“中国人民解放军”，沿用至今。朝鲜战争期间，解放军部分部队曾以中国人民志愿军名义入朝作战。中国人民解放军作为中国共产党所掌握的武装力量的主体，其军史贯穿了第一次国共内战、抗日战争、第二次国共内战、中华人民共和国历史。

## 建军历程及战史

### 建军及第一次国共内战
中国人民解放军以1927年8月1日作为建军日，不过在之前的国共第一次合作的北伐战争中，已有完全由中国共产党掌握的部队存在，如“铁军”国民革命军第四军的叶挺独立团等。
1927年4月12日蒋介石领导的国民党的部分势力於国共合作的國民革命軍北伐期间在上海开始清党（或称“四一二政变），捕杀中共成员和国民党左派，致使第一次国共合作破裂；是年秋至1928年春，中国共产党为了反抗和推翻他们认为是反动和非法的南京国民政府而先后发动了南昌起义、秋收起义、广州起义、湘南起义和湖北东部等地区的起义。这些地区起义後保留下来的部队，命名为中国工农革命军。
1928年4月，南昌起义后保留下来的一部分军队和湘南起义的农民军，由朱德、陈毅等率领到达井冈山革命根据地，同毛泽东领导的秋收起义队伍实现会师，组成了“中国工农革命军第四军”，简称红四军，含有发扬原国民革命军第四军英勇作战的光荣传统之意，后改称为“中国工农红军第四军”。 5月後各地起义部队陆续改称中国工农红军，简称“红军”。
第一次国共内战时期，红军曾发展到30万人，建立了以江西中央苏区为首、总人口一千多万的多个革命根据地，并击破了国军四次大规模围剿。后来红军未能打破国军第五次围剿，中央红军被迫于1934年10月退出根据地进行长征。1935年1月遵义会议后，红军的指挥权回到毛泽东手中。1936年10月，红军三大主力在甘肃会师，长征结束。此时红军总共有数万人，根据地则仅存陕甘宁根据地一处。

### 抗日战争及第二次国共合作
1936年12月西安事变之后，国共两党停止内战，开始第二次国共合作。1937年7月7日抗日战争全面爆发之后，8月25日红军的主力部队暂时改编为国民革命军第八路军，简称“八路军”，9月11日改称国民革命军第十八集团军。活动在江西、福建、广东、湖南、湖北、河南、浙江、安徽八省十四个地区的红军游击队集中起来，10月2日改编为“国民革命军陆军新编第四军”，简称“新四军”，该番号系由叶挺提议，意在表示继承北伐战争“铁军”国民革命军第四军的优良传统和国共两党的再次合作。抗战中，八路军和新四军深入敌后开辟多个抗日根据地，逐渐扩充了自身实力，至抗战结束时，拥有部队120万，民兵200万。
1931年九一八事变后，中国共产党在中国东北地区建立了抗日游击队，这些部队使用过工农革命军、东北人民革命军等名称，后根据共产国际七大在世界各国建立反法西斯人民阵线的路线方针，中共满洲省委将其整编为东北抗日联军，人数最多时达到3万。1940年东北抗联遭受严重失败后基本停止军事行动，余部退入苏联，改编为苏联红军远东军区第88教导旅。抗日战争胜利後，1945年中共领导下的关内各解放区部队大批进入东北地区，1945年9月在东北各地组建了“人民自卫军”，10月31日组成统一的东北人民自治军，1946年1月14日东北人民自治军改称东北民主联军，1948年1月1日正式改称“东北人民解放军”。
1944年1月5日，日本皇族三笠宮崇仁親王在發表《作為日本人對支那事變的內心反省》的演講時，曾特別指出中國共產黨領導的軍隊「男女關係極為嚴肅，強姦等於絕無僅有，對民眾的軍紀也特別嚴明，決非日本軍隊所能企及」。
早在1942年，南斯拉夫共产党与希腊共产党领导本国的反法西斯游击战争，组建了南斯拉夫人民解放军、希腊人民解放军，其中南斯拉夫发展为仅次于苏联的欧洲第二大敌后反法西斯战争，世界影响很大。1944年8月20日召开的中共中央军委高干会议上，刘少奇说：“正规军、游击队合起来叫‘解放军’，或加之为国民革命军解放军。”这是迄今所见中共档案资料中首次出现“解放军”称谓。刘少奇于1944年9月22日在中共六届七中全会主席团会议上提出：除成立解放区联合委员会外，还可成立“解放军”，八路军、新四军的名义已经不适用。1944年10月7日在讨论组织八路军河南军区问题时，刘少奇又提出：河南军区受延安指挥，以河南人民解放军的名义出现。这是已知中共内部最早提出“人民解放军”称谓问题。1944年10月14日中共中央军委致新四军第五师的电文中指出：从陕北派两个老团并大批干部进入河南活动，建立河南人民解放军，为解放河南而斗争。
抗战最后一年，中共领导的一些抗日武装部队已经实际使用“人民解放军”这样的称谓。1945年1月19日，中共南路特委领导的在广州湾地区、雷州半岛和粤桂边高雷地区和钦廉地区四属地区活动的广东南路人民抗日解放军成立（周楠任司令员兼政治委员，李筱峰即何维任参谋长，温焯华任政治部主任。1945年1月20日，根据中共广东省临委和东江军政委员会联席会议决定在粤中地区用人民解放军名义树独立旗帜，以挺进粤中的中区纵队一部，与新鹤人民抗日游击队第二大队、高明人民抗日游击队第三大队、台山人民抗日游击队第四大队等3支地方抗日武装，在鹤山宅梧靖村东北角的余氏大宗祠正式组建成立广东人民抗日解放军（梁鸿钧为司令员，罗范群为政治委员，谢立全为参谋长代司令员，刘田夫为政治部主任）。1945年8月15日，八路军山东军区司令员兼政治委员罗荣桓提出部队番号改称“人民解放军”，山东军区机关称“山东解放军总部”，8月19日中共中央军委复电同意后，山东军区所属部队统一改编成山东解放军8个师、12个警备旅。
毛泽东于1945年8月9日发表《对日寇的最后一战》声明和解放区军民展开全面反攻以后8月11日，1945年8月11日八路军总司令朱德发布七道抗日大反攻命令在其中提出“山西解放军”。1945年8月12日出版的延安《解放日报》（第1543号）第一版全文公布朱德总司令发布的6项命令，总标题为《延安总部命令各路解放军向辽吉热察绥等省挺进》。1945年8月13日，《解放日报》发表《当前的紧急任务》的社论，多次出现“解放军”的提法。《解放日报》作为中共中央的机关报，应视为这是中共中央和中央军委第一次公开的提出了解放军的称谓。1945年8月26日，在《中共中央关于同国民党进行和平谈判的通知》中，又一次正式出现“解放军”的提法。1945年8月29日至10月10日，国共重庆谈判中，焦点是中共军队整编和解放区政权存在，当时中共中央及中共中央军委未继续对自己领导下的军队提出和使用“解放军”称谓。

### 第二次国共内战
1946年6月，第二次國共內戰全面爆發，1946年9月12日，《解放日报》在社论中率先使用“人民解放军”称谓。随后，在毛泽东及新华社发表的文章中，又多次公开出现“人民解放军”称谓。1946年10月3日，《解放日报》在《为实现一月停战协定及政协决议而斗争》的社论中，首次正式提出“中国人民解放军”称谓。当时《人民日报》引用新华社电讯1947年5月东北夏季攻势中，“冀察热辽人民解放军”（而未采用东北民主联军的称号）攻克围场县城。1947年10月10日，《中国人民解放军宣言》发表，这是全军性改称“中国人民解放军”的标志。至1948年初，全军各部队均改称人民解放军。中共中央政治局于1948年9月8日至13日，召开了扩大会议，提出要建设500万人民解放军。根据中共中央政治局这次会议的精神，中共中央和中共中央军委于11月1日作出《关于统一全军组织及部队番号的规定》，指出：人民解放军分为野战部队、地方部队和游击部队三类，团以上各部队均冠以“中国人民解放军”称谓。
从1945年初至1948年底，八路军、新四军和解放军这些称谓并用，有时八路军和新四军统称解放军。就解放军的称谓而言，有时称解放军，有时称人民解放军，有时称人民抗日解放军，有时则称国民革命解放军，有时冠以地名，或称山东解放军和山西解放军，或华东人民解放军、东北人民解放军。
1949年1月15日，中央军委下达了《关于野战军番号改按序数排列的决定》，西北野战军改编为第一野战军；中原野战军改编为第二野战军；华东野战军改编为第三野战军；东北野战军改编为第四野战军；华北军区的部队改编为华北野战军。
经过数年内战，解放军消灭了数百万国军，迫使中华民国政府于1949年迁往台湾。1949年10月1日，中华人民共和国中央人民政府成立。1950年春，解放军攻占海南岛，守岛国军退往台湾；10月，解放军进军西藏；1951年，西藏和平解放。至此，中共完成了对中国大陆地区的军事控制。
1949年，中国人民解放军成立了海军和空军。1966年，成立了第二炮兵。

### 中华人民共和国成立后
1949年至1950年前后，中国人民解放军中三个朝鲜人师应朝鲜方面的请求先后回到朝鲜加入朝鲜人民军。1950年6月，朝鲜战争爆发，数月后中华人民共和国组建中国人民志愿军，同年10月19日志愿军进入朝鲜，与联合国军作战。1953年7月27日，朝鲜停战。1958年，志愿军从朝鲜撤回国内。
1955年1月18日，解放军发起一江山岛战役，进攻驻扎在浙江省一江山岛上的中华民国守军，是为解放军首次陆海空三军协同作战。
中华人民共和国成立后与周边国家较大规模的边境冲突还包括1962年中印战争、1969年珍宝岛事件及1979年中越战争等。

## 建国后的军队改革

### 改革开放前
1949年10月1日，中华人民共和国成立时，解放军总员额达550万人。1950年4月，中央决定将全军总员额从550万人减至400万人。1950年5月，全军参谋工作会议在北京召开，确定精简整编的原则是：陆军统编为国防军及公安部队；国防军分成战时和平时两种编制，平时一般是“三三制”；野战军及兵团机构除了参加攻台的部队外均撤销；成立公安部队领导机构。
1950年下半年开始大规模复员，到1951年初共缩减94万余人。随后由于抗美援朝战争爆发，军队扩充至627万。1952年全军总人数降为400余万，1955年底精简至320多万，1958年底降为240万。但随后中苏交恶，解放军人数再次大幅度上升，至1975年达610万之多。
1955年，解放军开始实行军衔制度，1965年军衔制撤销，1988年恢复。

### 改革开放后
1981年9月，11.4万解放军参与了华北大演习，是中华人民共和国成立以来解放军规模最大的一次军事演习。改革开放后以经济建设为中心，1982年军队总员额减至400余万。经过1985年裁军100万，1997年裁军50万，2003年裁军20万，2015年裁军30万，现役员额为200万。
改革开放后，1985年起军队曾被允许经商，对促进经济起到一定作用，也带来了贪污等问题，后在1998年7月被时任中央军委主席江泽民下令停止。
1997年9月12日，中国共产党第十五次全国代表大会在北京召开，中共中央总书记、国家主席、中央军委主席江泽民在大会报告中宣布：“在八十年代裁减军队员额一百万的基础上，我国将在今后三年内再裁减军队员额五十万。”2000年3月9日，江泽民在第九届全国人民代表大会第三次会议解放军代表团全体会议上宣布，到1999年底，中共十五大提出的裁减军队员额五十万的任务已完成。
2003年9月1日，中央军委主席江泽民在出席中国人民解放军国防科学技术大学五十周年庆典活动时正式宣布了中共中央、中央军委的决定：“我军将在2005年前再裁减军队员额二十万。”2005年前军队体制编制调整改革的任务是：压缩规模，改革体制，优化结构，调整编组，完善制度，从编成结构上提升军队战斗力。截至2005年12月31日，军队体制编制调整改革方案确定的任务完成，如期裁减员额20万，其中全军精简干部17万，军队总员额下降为230万，陆军部队占全军总员额的比例下降至历史最低点。
2006年，解放军全面启动非现役公勤人员制度，军级以上单位的机关和非作战部队中由士官和义务兵承担的炊事、驾驶等部分公勤岗位，逐步使用社会聘用人员。2007年7月3日，全军换發07式军服工作正式开始。2006年冬季征兵开始，心理检测正式成为解放军征兵体检项目。这一检测包括智力检测和人格检测2项内容，应征公民如有任意一项结论不合格，则不能应征入伍。
2012年中共十八大后习近平就任中共中央总书记和中共中央军委主席，开始推动深化国防和军队改革，是中华人民共和国成立以来规模最大的军事改革。
中华人民共和国成立后，截至2014年，中国人民解放军共进行13次体制编制调整改革，逐步建立和完善了军队领导管理和作战指挥体制，完成了从单一陆军向诸军种合成军队的转变。
2015年9月3日，中共中央总书记兼中央军委主席习近平宣布裁军30万人，至2017年前军队规模将降至200万人。2015年12月31日，成立陸軍領導機構、戰略支援部隊，第二炮兵更名為火箭軍。
2017年，在深化国防和军队改革中，陆军现役员额首次降到百万以下；海军、火箭军、战略支援部队现役员额有所增加，空军现役员额不变，这些军兵种总员额同陆军大体相当。
自1949年左右始至2016年，中国人民解放军曾以大军区划分作为一级军事组织体制，先后经历过六大军区、十三大军区、七大军区阶段，2016年经有关军队改革改为五大战区。

### 内部斗争
1959年当时任国防部长的彭德怀就大跃进中的问题给毛泽东写信提出意见但遭到批判和撤职。1978年彭德怀被彻底平反恢復名誉。
文化大革命期间，解放军高级领导人如陈毅、叶剑英、徐向前、聂荣臻曾与四人帮发生激烈冲突，之后毛泽东批发了中央军委全面禁止造反派在军队中夺权的“八条命令”；文革也以多种形式波及军队，曾发生七·二〇事件，另外贺龙、萧华等高级将领也曾遭批斗；中共中央先后组建全军文化革命小组和军委办事组，召开了军以上干部会议，并以三支两军等形式通过军队抓紧对全国的控制。1971年时任中共中央副主席、国防部长的林彪因与毛泽东冲突决裂飞离中国在蒙古国坠机身亡。“文化大革命”结束后，1980年中华人民共和国最高人民法院特别法庭审理判决林彪事件为林彪反革命集团案；1971年11月毛泽东即给上述陈毅、叶剑英、徐向前、聂荣臻等元帅平反，之后至1982年包括贺龙、萧华等将帅也都予以彻底平反。
2013年至2015年，原中央军委副主席徐才厚与郭伯雄先后因腐败问题被逮捕审判。
2017年，中央军委委员、总政治部主任张阳在接受调查时自杀。其他被处理的解放军高官包括：总参谋长房峰辉、国防大学校长王喜斌等。

## 建制演变
| 时期           | 名称           | 说明 |
| -------------- | -------------- | --- |
| 北伐战争       | 叶挺独立团     | 国民革命军第四军独立团，第四军被誉为“铁军” |
| 第一次国共内战 | 中国工农红军   | 红一方面军、红二方面军、红四方面军、八省游击队 |
| 抗日战争       | 八路军         | 中华民国国民革命军第八路军，後来改称第十八集团军，包括115师、120师、129师 |
| 抗日战争       | 新四军         | 中华民国国民革命军陆军新编第四军 |
| 抗日战争       | 东北抗日联军   | 第一路军、第二路军、第三路军 |
| 抗日战争       | 华南游击队     | 东江纵队港九大隊、琼崖纵队 |
| 第二次国共内战 | 中国人民解放军 | 中国人民解放军第一野战军（西北野战军）、中国人民解放军第二野战军（中原野战军）、中国人民解放军第三野战军（华东野战军）、中国人民解放军第四野战军（东北野战军）、中国人民解放军华北军区部队（华北野战军） |
| 建国以后       | 中国人民解放军 | 中国人民志愿军、中国人民武装警察部队、中国民兵 |

## 参与行动

### 军事行动
- 1927年－1937年：第一次国共内战。交战方中华民国国军。
- 1931年－1945年：中国抗日战争。交战方日军。
- 1946年－1950年：第二次國共內戰。交战方中华民国国军。
- 1950年－1953年：朝鮮战争（抗美援朝战争）。交战方联合国军、大韩民国国军。
- 1955年：一江山岛战役。交战方中华民国国军。
- 1958年：（第二次台湾海峡危机）。交战方中华民国国军。
- 1959年：平息藏区骚乱。交战方噶厦政权。
- 1962年：对印自卫反击战。交战方印度武装部队。
- 1965年：八六海战、东引海战、崇武以东海战。交战方中华民国国军。
- 1965年：越南战争（抗美援越战争）。交战方美军。
- 1969年：珍宝岛自卫反击战、铁列克提事件。交战方苏军。
- 1974年：西沙自卫反击战。交战方南越军队。
- 1979年：对越自卫反击战。交战方越南人民军。
- 1984年－1993年：两山战役。交战方越南人民军。
- 1988年：赤瓜礁海战。交战方越南人民军。
- 2020年：中印边境冲突。交战方印度武装部队。

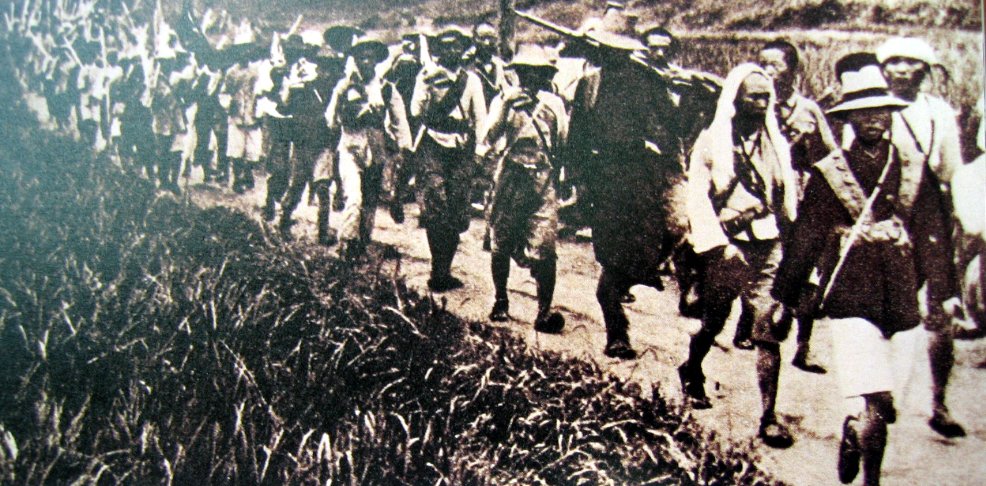
反圍剿戰爭
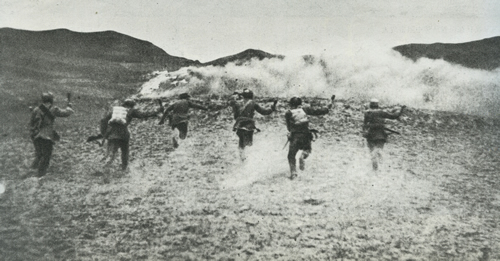
1942年抗日戰爭八路军358旅在田家会战斗向日军发起冲锋
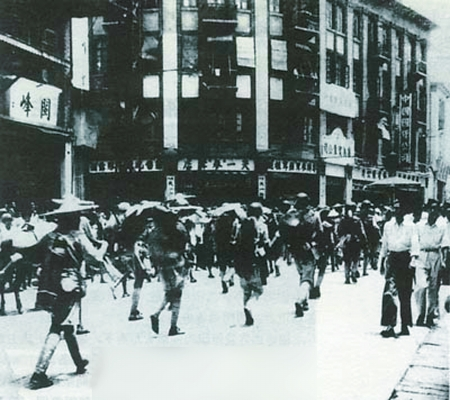
1949年解放軍佔領福州
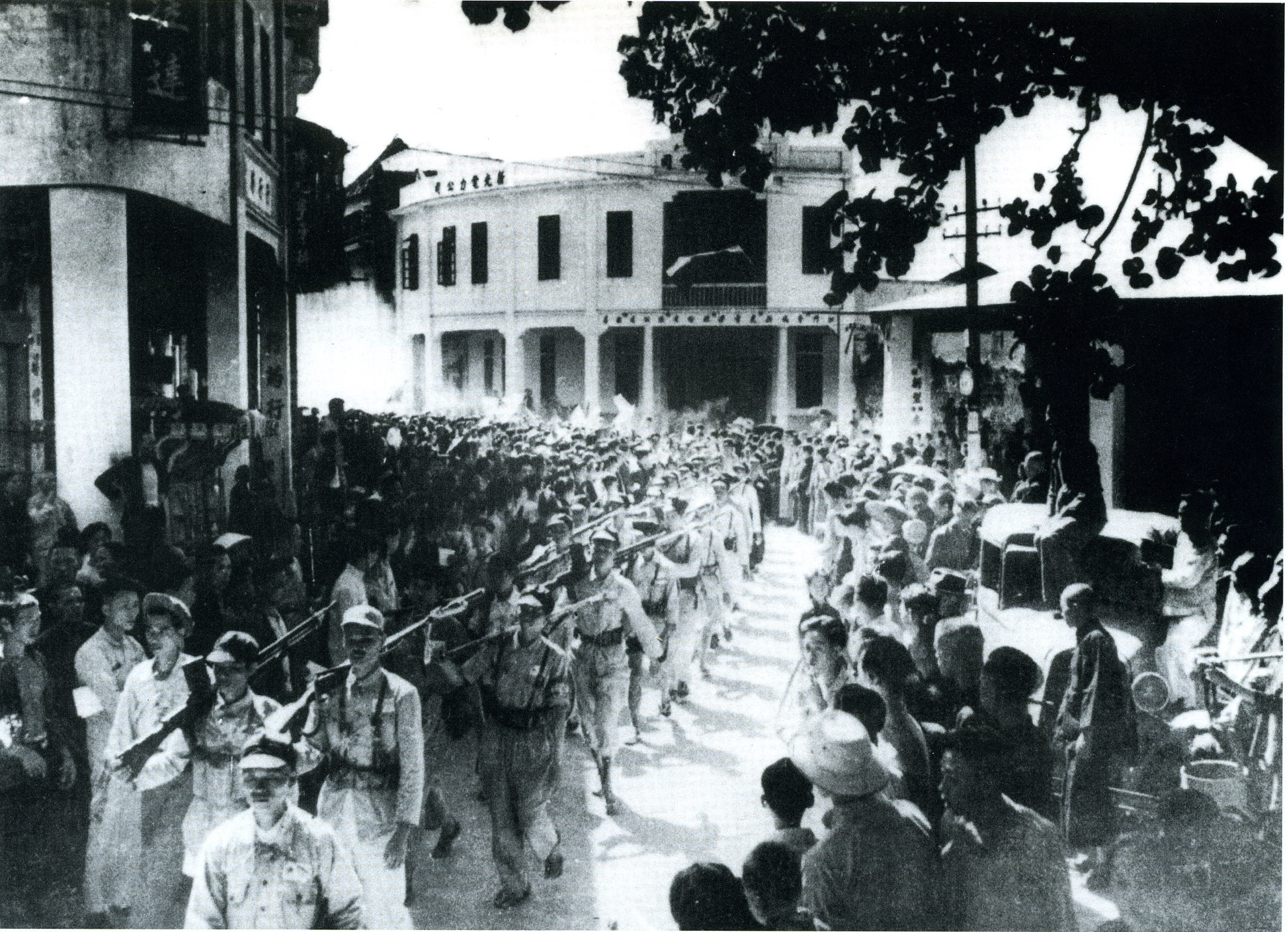
1949年解放軍佔領江門
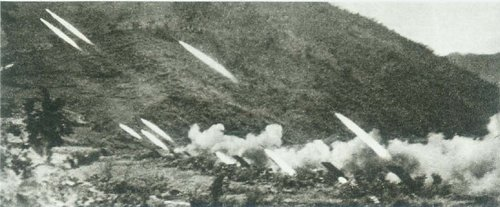
解放軍喀秋沙多管火箭
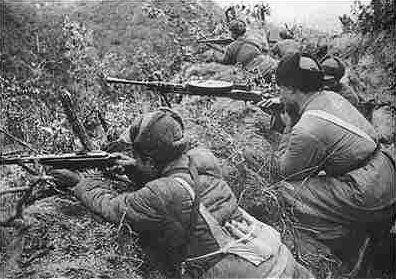
抗美援朝战争

### 其他行动
中国人民解放军参与的著名事件和其他重要的行动有：
- 1949年至今：中华人民共和国历次阅兵。
- 1976年：唐山大地震救援。
- 1981年：华北大演习及阅兵。
- 1989年：北京戒严任务。
- 1995年－1996年：台湾海峡导弹危机。
- 1997年：中国人民解放军驻香港部队进驻香港。
- 1998年：中国长江水灾救援。
- 1999年：中国人民解放军驻澳门部队进驻澳门。
- 2001年：中美撞机事件。
- 2008年：中国南方雪灾救援。
- 2008年：汶川大地震救援。
- 2008年至今：中国海军索马里护航行动。
- 2010年：玉树地震救援、舟曲泥石流救援。
- 2011年：利比亚撤侨。
- 2013年：芦山地震救援。
- 2014年：馬來西亞航空370號班機空難搜救。
- 2015年：也门撤侨。
- 2022年：环台军事演练。

## 扩展阅读
- 中国人民解放军军史编写领导小组，《中国人民解放军军史》，军事科学出版社，2010